# Сборная Италии по хоккею с шайбой
Сборная Италии по хоккею с шайбой — национальная команда Италии, представляющая свою страну на международных соревнованиях по хоккею с шайбой. Итальянская федерация ледовых видов спорта (итал. Federazione Italiana Sport del Ghiaccio) — член ИИХФ с 1924 года. Впервые итальянская команда приняла участие в чемпионате Европы в 1924 году, где заняла последнее, 6-е место. Наивысшим достижением сборной стало 4-е место на чемпионате мира 1953 года (1-е в группе B).
В 2024 году занимала 20-е место в рейтинге ИИХФ.

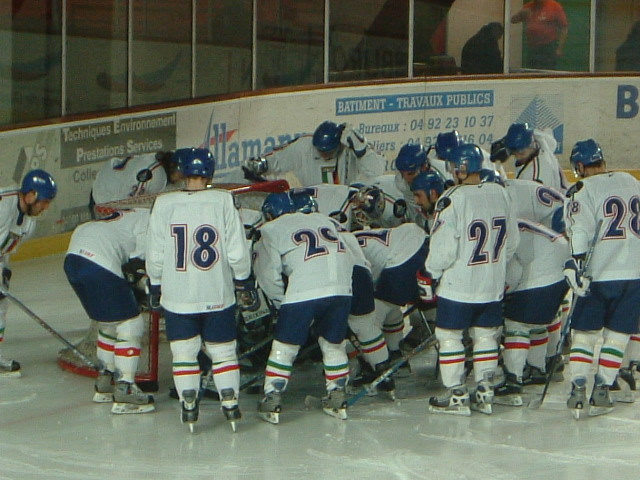
Сборная Италии в 2003 году

## Результаты

### Олимпийские игры
- 1920—1932 — не принимала участия
- 1936 — 9 место
- 1948 — 8 место
- 1952 — не квалифицировалась
- 1956 — 7 место
- 1960 — не квалифицировалась
- 1964 — 15 место
- 1968 — не принимала участия
- 1972—1980 — не квалифицировалась
- 1984 — 9 место
- 1988 — не квалифицировалась
- 1992 — 12 место
- 1994 — 9 место
- 1998 — 12 место
- 2002 — не квалифицировалась
- 2006 — 11 место
- 2010—2022 — не квалифицировалась
- 2026 — квалифицировалась как хозяйка

### Чемпионаты Европы
- 1910—1923 — не принимала участия
- 1924 — 6 место
- 1925 — не принимала участия
- 1926 — 8 место
- 1927 — не принимала участия
- 1929 — 4 место
- 1932 — не принимала участия

### Чемпионаты мира
- 1930 — 10 место
- 1931 — не принимала участия
- 1933 — 11 место
- 1934 — 9 место
- 1935 — 8 место
- 1937 — не принимала участия
- 1938 — не принимала участия
- 1939 — 9 место
- 1947 — не принимала участия
- 1949 — не принимала участия
- 1950 — не принимала участия
- 1951 — 8 место (1 место в группе В)
- 1952 — 12 место (3 место в группе В)
- 1953 — 4 место (1 место в группе В)
- 1955 — 10 место (1 место в группе В)
- 1957 — не принимала участия
- 1958 — не принимала участия
- 1959 — 10 место
- 1961 — 12 место (4 место в группе В)
- 1962 — не принимала участия
- 1963 — не принимала участия
- 1964 — 15 место (7 место в группе В)[2]
- 1965 — не принимала участия
- 1966 — 17 место (1 место в группе С)
- 1967 — 13 место (5 место в группе В)
- 1968 — не принимала участия
- 1969 — 14 место (8 место в группе В)
- 1970 — 16 место (2 место в группе С)
- 1971 — 14 место (8 место в группе В)
- 1972 — 15 место (2 место в группе С)
- 1973 — 14 место (8 место в группе В)
- 1974 — 16 место (2 место в группе С)
- 1975 — 13 место (7 место в группе В)
- 1976 — 15 место (7 место в группе В)
- 1977 — 18 место (1 место в группе С)
- 1978 — 15 место (7 место в группе В)
- 1979 — 20 место (2 место в группе С)
- 1981 — 9 место (1 место в группе В)
- 1982 — 7 место
- 1983 — 8 место
- 1985 — 11 место (3 место в группе В)
- 1986 — 10 место (2 место в группе В)
- 1987 — 14 место (6 место в группе В)
- 1989 — 10 место (2 место в группе В)
- 1990 — 10 место (2 место в группе В)
- 1991 — 9 место (1 место в группе В)
- 1992 — 9 место
- 1993 — 8 место
- 1994 — 6 место
- 1995 — 7 место
- 1996 — 7 место
- 1997 — 8 место
- 1998 — 10 место
- 1999 — 13 место
- 2000 — 12 место
- 2001 — 12 место
- 2002 — 15 место
- 2003 — 23 место (4 место в Первом дивизионе, группа В)
- 2004 — 19 место (2 место в Первом дивизионе, группа В)
- 2005 — 18 место (1 место в Первом дивизионе, группа В)
- 2006 — 14 место
- 2007 — 12 место
- 2008 — 16 место
- 2009 — 18 место (1 место в Первом дивизионе, группа В)
- 2010 — 15 место
- 2011 — 18 место (1 место в Первом дивизионе, группа A)
- 2012 — 15 место
- 2013 — 18 место (2 место в Первом дивизионе, группа A)
- 2014 — 15 место
- 2015 — 21 место (5-е место в первом дивизионе, группа А)
- 2016 — 18 место (2-е место в первом дивизионе, группа А)
- 2017 — 16 место
- 2018 — 18 место (2-е место в первом дивизионе, группа А)
- 2019 — 14 место
- 2021 — 16 место

## Текущий состав
| Номер | Имя               | Позиция    | Рост, см | Вес, кг | Дата рождения | Клуб                   |
| ----- | ----------------- | ---------- | -------- | ------- | ------------- | ---------------------- |
| 1     | Андреас Бернард   | Вратарь    | 183      | 80      | 09.06.1990    | Бозен-Больцано         |
| 5     | Петер Хохкофлер   | Нападающий | 188      | 92      | 18.12.1997    | Кортина                |
| 8     | Марко Инсам (А)   | Нападающий | 188      | 92      | 05.06.1989    | Бозен-Больцано         |
| 9     | Даниэль Мантенуто | Нападающий | 175      | 77      | 18.10.1997    | Азиаго 1935            |
| 10    | Питер Спорнбергер | Защитник   | 186      | 90      | 06.01.1999    | Швеннингер Уайлд Уингз |
| 15    | Энрико Мильоранци | Защитник   | 183      | 86      | 08.10.1991    | Азиаго 1935            |
| 17    | Лоренцо Касетти   | Защитник   | 190      | 90      | 14.09.1993    | Азиаго 1935            |
| 19    | Алекс Петан (А)   | Защитник   | 188      | 87      | 02.05.1992    | Фехервар АВ19          |
| 21    | Даниэль Глира     | Защитник   | 188      | 82      | 25.03.1994    | Пустераль Вёлфе        |
| 22    | Симон Костнер     | Нападающий | 183      | 82      | 30.11.1990    | Амбри-Пиотта           |
| 23    | Диего Костнер     | Нападающий | 172      | 77      | 05.08.1992    | Риттен Спорт           |
| 32    | Джастин Фацио     | Вратарь    | 185      | 87      | 03.05.1997    | Бозен-Больцано         |
| 35    | Давиде Фадани     | Вратарь    | 182      | 76      | 03.02.2001    | Лугано                 |
| 37    | Фил Пьетрониро    | Защитник   | 185      | 80      | 27.05.1994    | Скорпионс де Мюлуз     |
| 44    | Грегорио Гиос     | Защитник   | 183      | 92      | 13.01.2005    | Азиаго 1935            |
| 46    | Иван Делука       | Нападающий | 193      | 93      | 28.06.1997    | Пустерталь             |
| 53    | Алекс Тривеллато  | Защитник   | 189      | 83      | 05.01.1993    | Бозен-Больцано         |
| 74    | Брэндон МакНалли  | Нападающий | 188      | 94      | 08.02.1992    | Кардифф Девилз         |
| 82    | Данте Ханнун      | Нападающий | 168      | 73      | 02.08.1998    | Пустерталь             |
| 88    | Томмазо Траверса  | Нападающий | 171      | 77      | 04.08.1990    | Шеффилд Стилерс        |
| 90    | Дилан Ди Перна    | Защитник   | 188      | 92      | 26.04.1996    | Риттен Спорт           |
| 91    | Матиас Мантингер  | Нападающий | 179      | 76      | 22.04.1996    | Пустерталь             |
| 93    | Лука Фриго        | Нападающий | 183      | 90      | 30.05.1993    | Бозен-Больцано         |
| 94    | Даниэль Франк (К) | Нападающий | 187      | 90      | 21.03.1994    | Бозен-Больцано         |
| 95    | Марко Маньябоско  | Нападающий | 175      | 76      | 12.08.1995    | Азиаго 1935            |

| Должность         | Имя               | Гражданство | Дата рождения |
| ----------------- | ----------------- | ----------- | ------------- |
| Главный тренер    | Грег Айрленд      | Канада      | 05.10.1965    |
| Ассистент тренера | Джорджо Де Беттин | Италия      | 07.08.1972    |
| Ассистент тренера | Ларри Хурас       | Канада      | 08.07.1955    |

## Форма

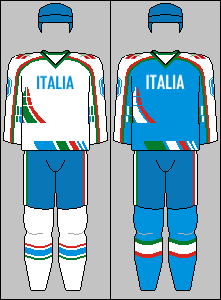
ОИ-1994
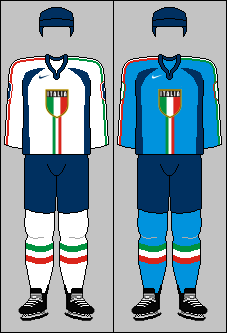
1998-2002
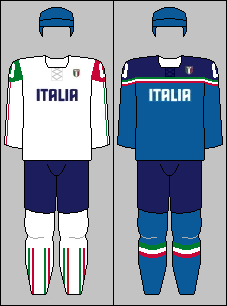
2015-2019
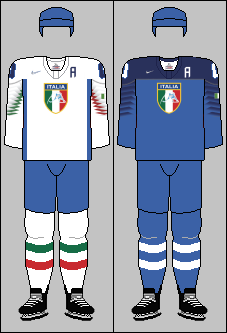
2019